# Ацетамід
Ацетамі́д — органічна сполука, амід оцтової кислоти. За звичайних умов чистий ацетамід є прозорими, безбарвними кристалами, що повільно випаровуються на повітрі і при дії світла. Може мати сіруватий відтінок за наявності домішок карбонатів. Кристали є дуже гіркими на смак.
Ацетамід застосовується як розчинник і пластифікатор.

## Поширення у природі
У надрах Землі ацетамід був знайдений у вугільних териконах Львівсько-Волинського басейну. Новознайдений органічний мінерал мав велику схожість із природним хлоридом амонію (мінерал нашатир), супутником якого він був і, ймовірно, саме через це тривалий час не був розпізнаний як окремий індивід. У 1974 році Міжнародна мінералогічна асоціація затвердила назву ацетамід і для мінеральної форми сполуки.
Поклади мінерального ацетаміду зафіксовані поблизу Шептицького (Львівська область) і Шемокіна (Пенсільванія, США).
Про спостереження ацетаміду у позаземному просторі вперше повідомили у 2006 році. Використовуючи телескоп Грін-Бенк, науковці виявили його у сузір'ї Стрілець B2. На той момент ацетамід був найбільшою із зафіксованих у міжзоряному середовищі сполук із пептидним зв'язком.
У 2015 році в ході місії космічного апарата «Філи» присутність ацетаміду була зафіксована на кометі 67P/Чурюмова—Герасименко. Разом з ним, вперше в історії дослідження комет, також були виявлені метилізоціанат, ацетон та пропаналь.

## Фізичні властивості
Ацетамід має дві кристалічні форми — стійку гексагональну і нестійку орторомбічну.

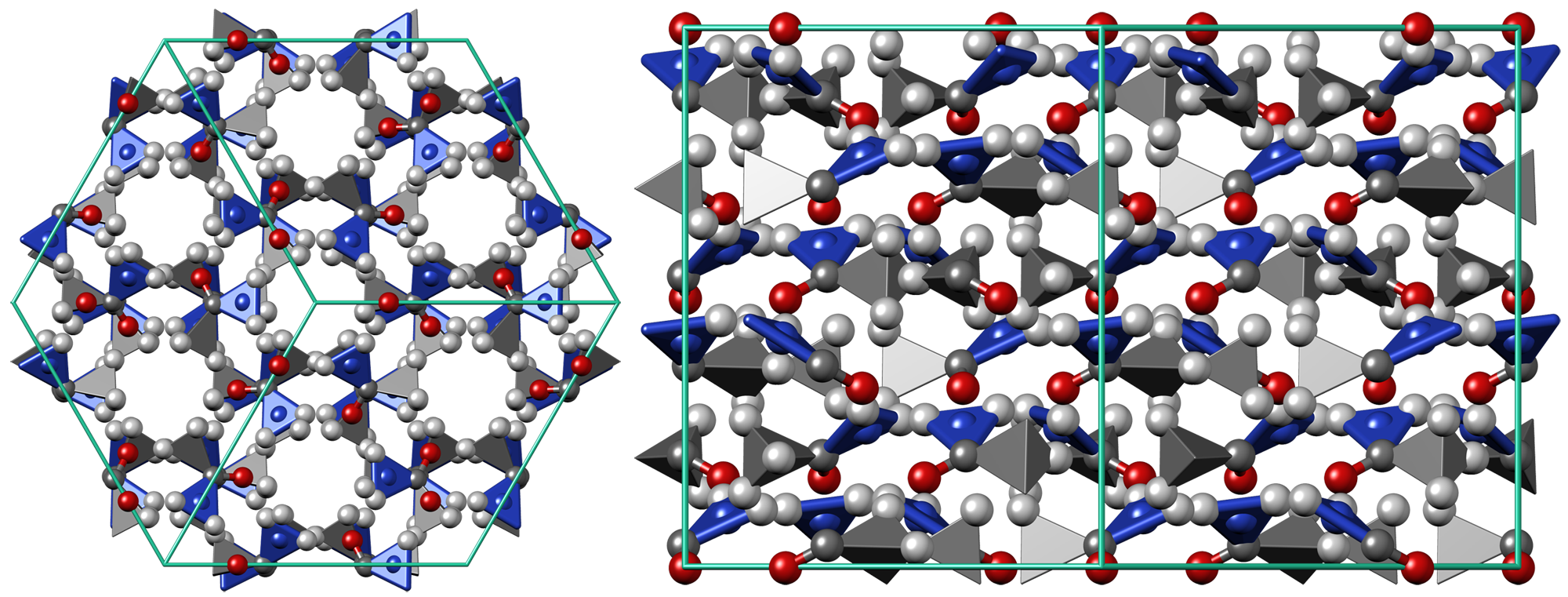
Гексагональна форма

Кристали ацетаміду мають твердість 1—1,5 за шкалою Мооса.
Методом дифракції електронів встановлено, що відстань для пари атомів C—O становить 1,220 Å, а для пари C—N — 1,380 Å.

## Отримання
Більшість промислових методів отримання ацетаміду базуються на реакції розкладання (дегідратації) ацетату амонію:
{\displaystyle \mathrm {CH_{3}COONH_{4}\longrightarrow CH_{3}CONH_{2}+H_{2}O} }
Альтернативним способом є гідратація акрилонітрилу:
{\displaystyle \mathrm {CH_{3}CN+H_{2}O\longrightarrow CH_{3}CONH_{2}} }
Цей метод має певні переваги завдяки низькій ціні вихідного акрилонітрилу, котрий є побічним продуктом окисного амонолізу пропену. Для каталізованого міддю процесу вихід сягає 83 %. Також застосовується біокаталіз бактеріями.
Іншими способами синтезу ацетаміду є реакції ацетилгалогенідів або оцтового ангідриду з аміаком:
{\displaystyle \mathrm {CH_{3}COCl+2NH_{3}\longrightarrow CH_{3}CONH_{2}+NH_{4}Cl} }
{\displaystyle \mathrm {(CH_{3}CO)_{2}O+2NH_{3}\longrightarrow CH_{3}CONH_{2}+CH_{3}COONH_{4}} }

## Хімічні властивості
Ацетамід легко розчиняється у воді, але гідроліз (до оцтової кислоти) протікає дуже повільно. Сполука демонструє амфотерні властивості — константа кислотності pKa становить 15,1.
Проявляючи кислотні властивості, ацетамід здатен утворювати солі, однак лише при реакції із сильними мінеральними кислотами на кшталт HCl, HBr, HNO3:
{\displaystyle \mathrm {CH_{3}CONH_{2}+HCl\longrightarrow CH_{3}CONH_{3}^{+}Cl^{-}} }
При нагріванні з гігроскопічними речовинами, наприклад, з P2O5, молекула втрачає воду й перетворюється на ацетонітрил:
{\displaystyle \mathrm {CH_{3}CONH_{2}\ {\xrightarrow {P_{2}O_{5}}}\ CH_{3}C{\equiv }N+H_{2}O} }